# Azim Premji
Azim Hashim Premji, född 24 juli 1945 i Mumbai, Indien, är en indisk affärsmagnat, investerare och filantrop. Han är ordförande i Wipro Limited och informellt känd som tsaren av den indiska IT-branschen.

## Biografi
Premji föddes i en shiamuslimsk familj med ursprung från Kutch i Gujarat. Hans far var en känd affärsman och var känd som Burmas riskung. Han har en Bachelor of Science-examen i elektroteknik vid Stanford University, USA.
Efter sin fars död 1966 återvände den då 21-åriga Premji från universitetet för att ta hand om Wipro Ltd. Företaget, som då kallades West Indian Vegetable Products och arbetade med tillverkning av vegetabilisk olja, diversifierades senare av Premji till att omfatta bagerifetter, toalettartiklar, hårschampo, småbarnsartiklar, belysningsprodukter och hydraulcylindrar. 
På 1980-talet drog den unge entreprenören, som insåg betydelsen av det framväxande IT-området, fördel av tomrummet efter förvisningen av IBM från Indien. Han ändrade företagets namn till Wipro och gick in i IT-sektorn med tillverkning av minidatorer i tekniskt samarbete med det amerikanska företaget Sentinel Computer Corporation och gjorde därefter en kontrollerad övergång från tvålar till programvara.
Premji har lett Wipro genom fyra årtionden av diversifiering och tillväxt för att slutligen stå som en av de världsledande inom mjukvaruindustrin. Under 2010 var han inröstad bland de 20 mäktigaste männen i världen av tidskriften Asiaweek. Han har två gånger, 2004 och 2011, tagits upp bland de 100 mest inflytelserika personerna i världen av Time Magazine.

## Utmärkelser
Premji har nämnts av Business Week som en av de största entreprenörerna, som ansvarig för Wipro som ett av världens snabbast växande företag.
Premji har tilldelats hedersdoktorat
- vid Manipal Academy of Higher Education år 2000,
- vid Wesleyan University i Middletown, Connecticut för hans enastående filantropiskt arbete år 2009,
- vid Mysoreuniversitet år 2015.

Vidare tilldelades han år 2005 Faraday-medaljen och år 2006 Lakshya Business Visionary av National Institute of Industrial Engineering, Mumbai.
År 2005 hedrade Indiens regering honom med titeln Padma Bhushan för hans enastående arbete inom handeln. 
År 2011 fick han Padma Vibhushan, den näst högsta civila utmärkelsen, av regeringen i Indien. 
År 2013 fick han ET Lifetime Achievement Award.

## Filantropi
År 2001 grundade han Azim Premji Foundation, en ideell organisation med en vision att väsentligt bidra till att uppnå allmän utbildning av hög kvalitet i avsikt att uppnå ett rättvist, humant och hållbart samhälle. Arbetena inom området grundläggande utbildning, för att lotsa och utveckla konceptet, har en potential till systematisk förändring i Indiens 1,3 miljoner statligt drivna skolor. Ett särskilt fokus ligger på att arbeta på landsbygden där majoriteten av dessa skolor finns.
Denna icke-vinstdrivande organisation fungerar för närvarande inom Karnataka, Uttarakhand, Rajasthan, Chhattisgarh, Pondicherry, Andhra Pradesh, Bihar och Madhya Pradesh, i nära samarbete med olika statliga myndigheter. Stiftelsen har arbetat i stor utsträckning på landsbygden, för att hjälpa till att bidra till att förbättra skolutbildningens kvalitet och innehåll.